# Пирани, Макс
Макс Габриэль Пирани (англ. Max Gabriel Pirani; 4 августа 1898, Мельбурн — 5 августа 1975, Лондон) — австралийский, британский и канадский пианист, музыкальный педагог и музыковед.

## Биография
Родился в мельбурнском предместье Сент-Килда, одним из шестерых детей в еврейской семье Коэн-Пирани, отдалённо ведущей своё происхождение из Пирана; однако уже его дед  Джеймс Чарльз Коэн Пирани (James Charles Cohen Pirani) родился в Бирмингеме (1817); он прибыл в залив Хобсон под Мельбурном с семьёй 20 февраля 1858 года. Его отец — Сэмюэл Габриэль Пирани (англ. Samuel Gabriel Pirani, 1853, Лидс или Уорик — 1930, Мельбурн)  — был юристом и правоведом, автором аннотированного «Consolidated Index of Cases Judicially Noticed in the High Court of Australia: 1903—1913»; семья матери — Сары Сьюзен Франкель (1866, Мельбурн — 1927, Малверн) — происходила из Польши.
Закончил Мельбурнскую консерваторию, после чего продолжил обучение у Макса Вогрича (1853—1916) в Нью-Йорке. В 1923 году организовал «The Pirani Trio», в котором выступала скрипачка Лейла Даблдэй (1893—1985), ставшая его женой, и виолончелист Чарльз Гамбург. До 1940 года трио гастролировало в Европе, США, Австралии и Канаде. Впоследствии Лейла Пирани стала автором детских оперетт («Cowboys And Indians, or The story of Grey Eagle and the Palefaces: A Juvenile Operetta», 1940; «Play day in happy Holland: A Juvenile Operetta», 1937), книг для детей и юношества («Wartime Stew, slightly sweetened», 1942; «I met them in China», 1944; «The old man river of Australia: a saga of the River Murray», 1945; «The Princess of the Water-Lilies», 1946; «Lazy the pig and his Chinese adventures», 1945; «Little Hans of Holland», 1945; «Mrs. Hen counts her chickens», 1949), кантаты «Old Mr. Sundown in fairyland: children's cantata» (1935). В 1932 году художник Джон Викери (John Vickery, 1906—1983) был удостоен премии Арчибальда за портрет Лейлы Пирани.
В 1926 году он начал преподавать в Королевской в Лондоне. В 1941 году Макс Пирани с женой и двумя детьми поселился в Ванкувере, в 1941—1947 годах возглавлял отделение фортепиано музыкальной школы в Банфе (Banff Centre for the Arts), в 1942—1944 годах преподавал также в консерватории Западной Онтарио, а в 1945 году основал школу преподавателей музыки (Music Teachers' College) при Университете Западной Онтарио в Лондоне (провинция Онтарио), которую возглавлял до 1947 года.
В 1948 году Макс Пирани возвратился в Лондон, где занялся изучением фортепианной техники Эмануэля Моора, опубликовав в 1959 году в книжной форме его биографию «Emanuel Moor» (Лондон: Macmillan). Среди его учеников — Дороти Би (Dorothy (Williamina) Bee, 1910—1986), Гордон Кей Грин (Gordon Greene, род. 1927), Одри Джоханнесен (Audrey Johannesen, род. 1930), Уоррен Мулд (Warren Mould, род. 1933), Джон Серчфилд (John Searchfield, род. 1930).
Сын — физик-теоретик Феликс Пирани.